# Magnolia sprengeri
Magnolia sprengeri, la magnolia de Sprenger, es una especie arbórea de la familia de las Magnoliáceas, originaria de China, en Gansu, Henan, Hubei, Hunan, Shaanxi, y Sichuan en bosques o matorrales a una altitud de 1300-2400 metros.

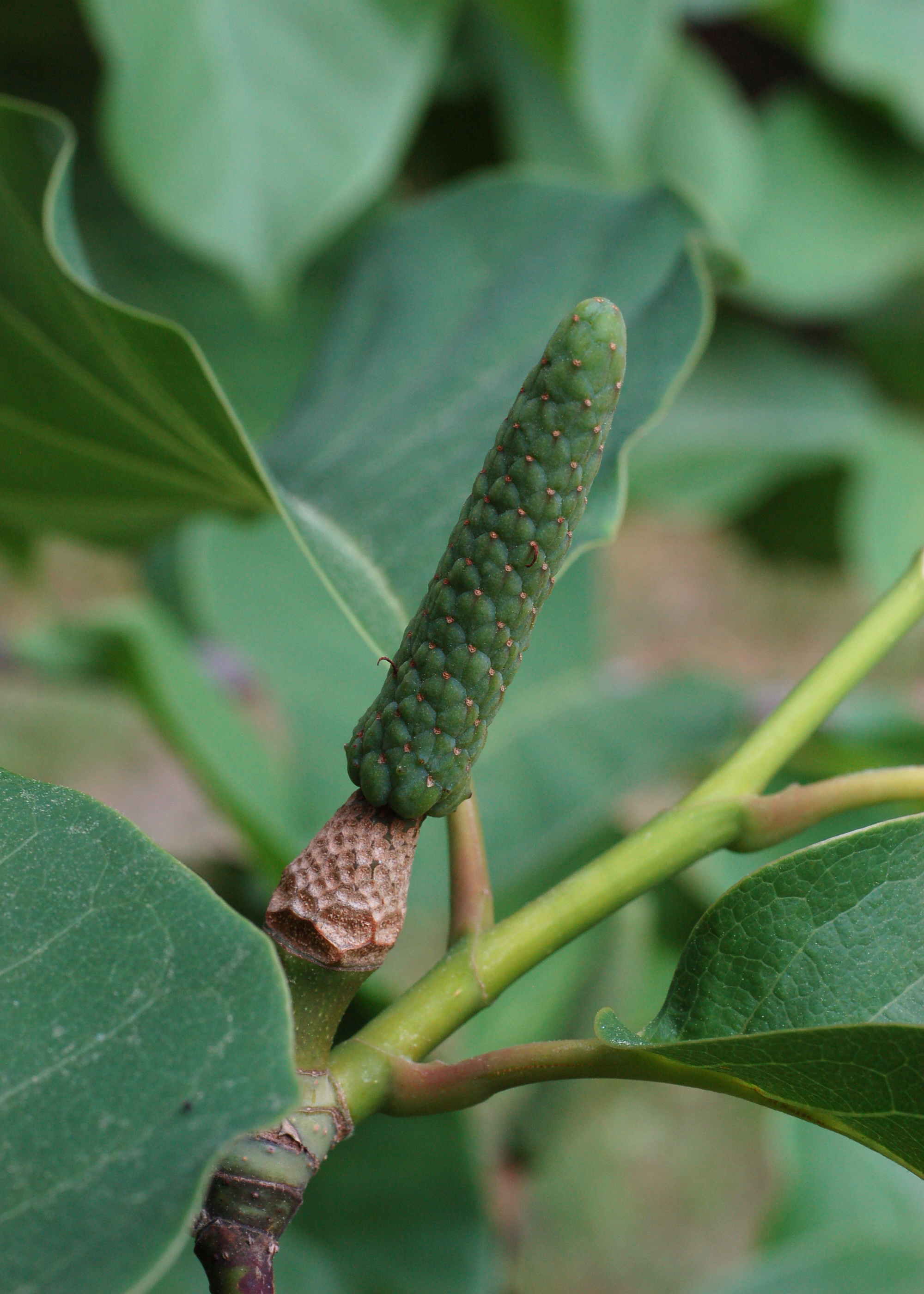
Fruto

## Descripción
Es un pequeño árbol caducifolio que alcanza los 20 m de altura con la corteza grisácea pálido a café negruzco, exfoliada. Las ramas jóvenes son de color marrón amarillento pálido. Las hojas de color verde oscuro son obovadas de 10-18 cm de largo y 4.5-10 cm de ancho, con un pecíolo de 1-3 cm . Las flores son fragantes en forma de copa de 15 cm de ancho, con 12-14 tépalos que son de color blanco a rosa - rojo. El fruto es un agregado de folículos cilíndricos de 6-18 cm de largo.

## Cultivo
Se cultiva como un árbol ornamental por sus flores . Varios cultivares han sido desarrollados, incluyendo Copeland Tribunal, Diva, Eric Savill, Lanhydrock, y Wakehurst.

## Taxonomía
Magnolia sprengeri fue descrito por Renato Pampanini y publicado en Nuovo Giornale Botanico Italiano, n.s. 22(2): 295–296. 1915.
Etimología
Magnolia: nombre genérico otorgado en honor de Pierre Magnol, botánico de Montpellier (Francia).
sprengeri: epíteto otorgado en honor de Carl Ludwig Sprenger, botánico alemán.
Sinonimia
- Yulania sprengeri (Pamp.) D.L.Fu, J. Wuhan Bot. Res. 19: 198 (2001).
- Magnolia diva Stapf ex Dandy in J.G.Millais, Magnolias: 51, 120 (1927).
- Magnolia elongata (Rehder & E.H.Wilson) Millais, Magnolias: 59 (1927).
- Magnolia purpurascens (Maxim.) Millais, Magnolias: 70 (1927).
- Magnolia wufengensis L.Y.Ma & L.R.Wang, Bull. Bot. Res., Harbin 26: 4 (2006).[3][4]